# ドミニク・ミコワイ・ラジヴィウ

紋章

ドミニク・ミコワイ・ラジヴィウ（ポーランド語：Dominik Mikołaj Radziwiłł；リトアニア語：Dominykas Mikalojus Radvila、1643年 - 1697年）は、ポーランド・リトアニア共和国の大貴族、公（帝国諸侯）。

## 生涯
リトアニア宮内長官アレクサンデル・ルドヴィク・ラジヴィウと、フィレンツェの名門貴族ストロッツィ家の娘ルクレティア・マリアとの間に生まれ、1660年にアンナ・マリアナ・ポウビェンスカと結婚して8人の子女をもうけ、1692年にイェジー・セバスティアン・ルボミルスキの娘アンナ・クリスティナと再婚した。クレツァクのオルディナト（世襲領主）で、1681年よりリトアニア副大法官、1690年よりリトアニア大法官を務めた。またリダ、ラドム、ピンスク、トゥショラおよびグニェフの代官職を帯びた。